# Sofim
Sofim (італ. Società Franco Italiana Motori) — компанія з виробництва двигунів, спочатку виробляла дизельні двигуни для Fiat, Saviem (Renault) і Alfa Romeo, була заснована 13 вересня 1974 року. У 1981 році була придбана компанією Iveco. Завод з виробництва розташований в Фоджа на півдні Італії, а зараз це Fiat Powertrain Technologies найбільший руховий завод, який займає площу приблизно 540,000 м².
У 1977 році була представлена лінійка дизельних двигунів 8140: 2.0 літрові (1,995 куб.см) чотирициліндрові 65 к.с. (48 кВт) і 2.4 літрові (2,445 куб.см) чотирициліндрові 72 к.с. (53 кВт). Дані двигуни використовувалися на легких комерційних автомобілях Saviem SG2, OM Grinta і Fiat Daily (Iveco Daily). Дані двигуни також встановлювалися на моделі Fiat 131 і Fiat 132.
Сьогодні, легкі вантажівки Fiat Ducato III і Iveco Daily використовують двигуни Sofim об'ємом 2.3 л, що видають 96-116 к.с. (71-85 кВт) і 3.0 л, що видають 120—166 к.с. (88-122 кВт). Iveco також встановлює ці двигуни на Fuso, азійської дочірньої компанії Daimler, а також встановлює 3.0 л двигуни на свої легковажні автомобілі.